# Brama Słoni
Brama Słoni (duń. Elefantporten) – brama prowadząca z terenu dzielnicy Valby w Kopenhadze na teren browaru Ny Carlsberg. Została zaprojektowana przez Vilhelma Dahlerupa i zbudowana w 1901 roku.

## Historia
Carl Jacobsen, syn założyciela firmy Carlsberg, J.C. Jacobsena, pracujący w browarze ojca, w 1882 roku rozstał się z nim i założył własną firmę Ny Carlsberg Brewhouse (Browar Nowy Carlsberg). Wejście do budynków prowadzi przez dwie bramy: Bramę Słoni i Dipylon. Pierwsza znajdowała się od strony dzielnicy Valby, druga od strony miasta. Inspiracją do wykorzystania motywu słoni podczas tworzenia bramy był pomnik zaprojektowany przez Berniniego, a ustawiony przed bazyliką Santa Maria sopra Minerva w Rzymie, gdzie słoń dźwiga na grzbiecie egipską kolumnę. Carl Jacobsen widział go podczas podróży do Rzymu. Projektantem bramy był Vilhelm Dahlerup.

## Opis
Carl Jacobsen uważał, że słonie są symbolem stabilności, wigoru i lojalności. Każdy z czterech słoni jest oznaczony inicjałem jednego z czwórki dzieci Carla: Teodory, Pauli, Helgi i Vagna. Słonie zostały wyrzeźbione w granicie z Bornholmu przez Nilausa Fristrupa, który znał je tylko z rysunków. Gdy popatrzy się na uszy, przypominają one słonie indyjskie, ale rozmiarem i wyglądem raczej słonia afrykańskiego. Dźwigają wieżę, która początkowo była wieżą ciśnień, a potem służyła jako zbiornik ziarna. Umieszczono na niej motto Carla Laboremus pro patria (Pracujmy dla Ojczyzny). Nad nim pomiędzy oknami umieszczono rzeźby Ceres i Merkurego i dwie miedziane smocze głowy. W latach 60. XX wieku wieża została przebudowana na pomieszczenia biurowe i przejście pomiędzy budynkami browaru. Podwójne popiersie Ottilii i Carla Jacobsena wykonane przez Ludviga Brandstrupa zostało umieszczone między dwoma filarami w loggii nad słoniami, od strony browaru. Słonie na czaprakach (z jednej strony) mają swastyki – nowe logo browaru, które Carl Jacobsen zarejestrował jako znak towarowy w 1881 roku.